# 斯尼日基 (布倫區)
51°1′22″N 33°40′10″E / 51.02278°N 33.66944°E
斯尼日基（烏克蘭語：Сніжки）是位於烏克蘭東北部的村莊，由蘇梅州科諾托普區的杜博夫亞濟夫卡市鎮負責管轄。該村處於捷爾恩河右岸，分別距離博洛季夫卡3公里和胡斯強卡4公里，海拔高度169米，2001年人口634。